# Vinathela abca
Espèce
Synonymes
- Heptathela abca Ono, 1999

Vinathela abca est une espèce d'araignées mésothèles de la famille des Liphistiidae.

## Distribution
Cette espèce est endémique de la province de Yên Bái au Viêt Nam,. Elle se rencontre vers Yên Bái et Yên Bình.

## Description
La femelle holotype mesure 17,5 mm.

## Systématique et taxinomie
Cette espèce a été décrite sous le protonyme Heptathela abca par Ono en 1999. Elle est placée dans le genre Abcathela par Ono en 2000, dans le genre Heptathela par Haupt en 2003 puis dans le genre Vinathela par Xu, Liu, Chen, Ono, Li et Kuntner en 2015.

## Publication originale
- Ono, 1999 : « Spiders of the genus Heptathela (Araneae, Liphistiidae) from Vietnam, with notes on their natural history. » Journal of Arachnology, vol. 27, no 1, p. 37-43 (texte intégral).